# MIMO
MIMO, Meerdere In, Meerdere Uit of Multiple-Input Multiple-Output (Engels) is een techniek die in de zeventiger jaren van de twintigste eeuw werd ontwikkeld om de capaciteit van meeraderige kabels te vergroten. Met deze techniek worden zowel de interchannel interference (overspraak) als de intersymbol interference bestreden. De toepassing bij meeraderige kabels werd pas enkele jaren geleden in de praktijk ingevoerd om de snelheid van ADSL op te voeren. Dit staat bekend onder de naam vectoring. Later bleek deze techniek zich ook te lenen om, met behulp van meerdere ontvangst- en zendantennes, data draadloos over te dragen. MIMO buit het fenomeen uit dat kanaalcapaciteit varieert van plaats tot plaats en over tijd om grotere kanaalcapaciteit te verkrijgen dan met het gebruik van één zend- en ontvangstantenne (SISO - Single-input Single-output).
Met MIMO wordt in het algemeen gebruikt voor de techniek waarbij verschillende datastromen over de verschillende zend- en ontvangstantennes worden verzonden. Het is ook mogelijk meerdere zendantennes te gebruiken voor bundelvorming en/of meerdere ontvangstantennes te gebruiken en de ontvangen signalen slim te combineren maar dat wordt over het algemeen niet gezien als volledig MIMO; met deze techniek worden de variaties eigenlijk meer bestreden dan dat er slim gebruik van wordt gemaakt.
MIMO wordt pas relatief recent in producten toegepast. De redenen hiervoor zijn de hoge complexiteit van de onderliggende berekeningen en het feit dat meerdere zend- en ontvangsttrappen nodig zijn.

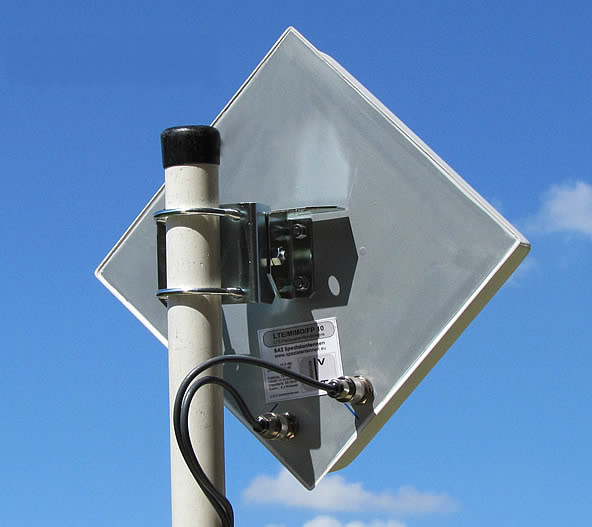
Voorbeeld van een antenne voor LTE MIMO met 2 poorten

## Onderzoek
Het onderzoek naar MIMO is een onderdeel van de informatietheorie.
De vroegste publicaties over MIMO zijn van Kaye en George (1970) en van Van Etten (1975, 1976), die "Multiple Channel Transmission Systems" beschrijven. Onderzoek naar de toepassing van MIMO op draadloze communicatie gebeurde bij Bell Laboratories. Zo verkreeg Jack Winters in 1984 een patent op draadloze communicatie met behulp van meerdere antennes. Jack Salz, ook verbonden aan Bell Labs publiceerde in 1985 een rapport gebaseerd op Winters' onderzoek. Van 1986 to 1995 publiceerden Winters en vele anderen vele artikelen over MIMO.
In 1996 werden, door Greg Raleigh en Gerard J. Foschini, nieuwe technieken uitgevonden die de efficiency van MIMO verbeterden. Januari 2001 richtte Greg Raleigh samen met anderen Airgo Networks op, een bedrijf dat claimt de uitvinder van MIMO OFDM te zijn en dit heeft verwezenlijkt in een IEEE 802.11 "pre-N" chipset genaamd "True MIMO", die voor het eerst in oktober 2004 door Belkin in een product werd toegepast.

## Standaardisatie

### IEEE 802.11
MIMO voor gebruik in lokale draadloze netwerken (IEEE 802.11) wordt gestandaardiseerd als IEEE 802.11n. De IEEE kondigde in januari 2004 aan dat het een nieuwe 802.11 werkgroep gevormd had om een nieuwe toevoeging voor te bereiden voor lokale netwerken aan de 802.11 standaard. Sinds ongeveer halverwege 2004 bestaan er twee rivaliseerde voorstellen: WWiSE (World-Wide Spectrum Efficiency) en TGn Sync waarbij het WWiSE kamp in eerste instantie voornamelijk bestond uit chipmakers zoals Airgo, Broadcom, Conexant, STMicroelectronics en Texas Instruments en TGn Sync werd gesteund door onder andere Agere Systems, Intel, Atheros, Cisco, Nokia, Nortel, Sony, Philips, Samsung en Toshiba.